# Michael Sandberg
Michael Sandberg född 9 april 1974 i Karlshamn, är en svensk formgivare verksam i Göteborg. 
Han har en magisterexamen i industri-/produktdesign från Salford University i England. 
Som produktdesigner har han varit verksam sedan 1998 och formgivit allt från belysningsarmaturer till åkgräsklippare. Han har erhållit flera internationella designpriser, bland annat iF design awards  (2 gånger) och Red Dot awards (5 gånger). 
Han driver designbyrån Cube Design tillsammans med designern Karsten Eriksson och är grundade av belysningsföretaget Attilli.